# Saalforste
Die Bayerischen Saalforste, früher auch Salforste, im Salzburger Pinzgau sind ein Teil der Bayerischen Staatsforsten. Aufgrund eines Tauschhandels im 19. Jahrhundert – der Salinenkonvention von 1829 – liegen die Saalforste als einziger der 41 Forstbetriebe der Bayerischen Staatsforsten nicht in Bayern, sondern jenseits der Landesgrenze im Land Salzburg und damit in der Republik Österreich. Der Forstbetrieb beschäftigt mehr als 30 Menschen, darunter der Forstbetriebsleiter sowie mehrere Revierförster, Verwaltungsangestellte, Waldarbeiter und Berufsjäger.

## Geographie

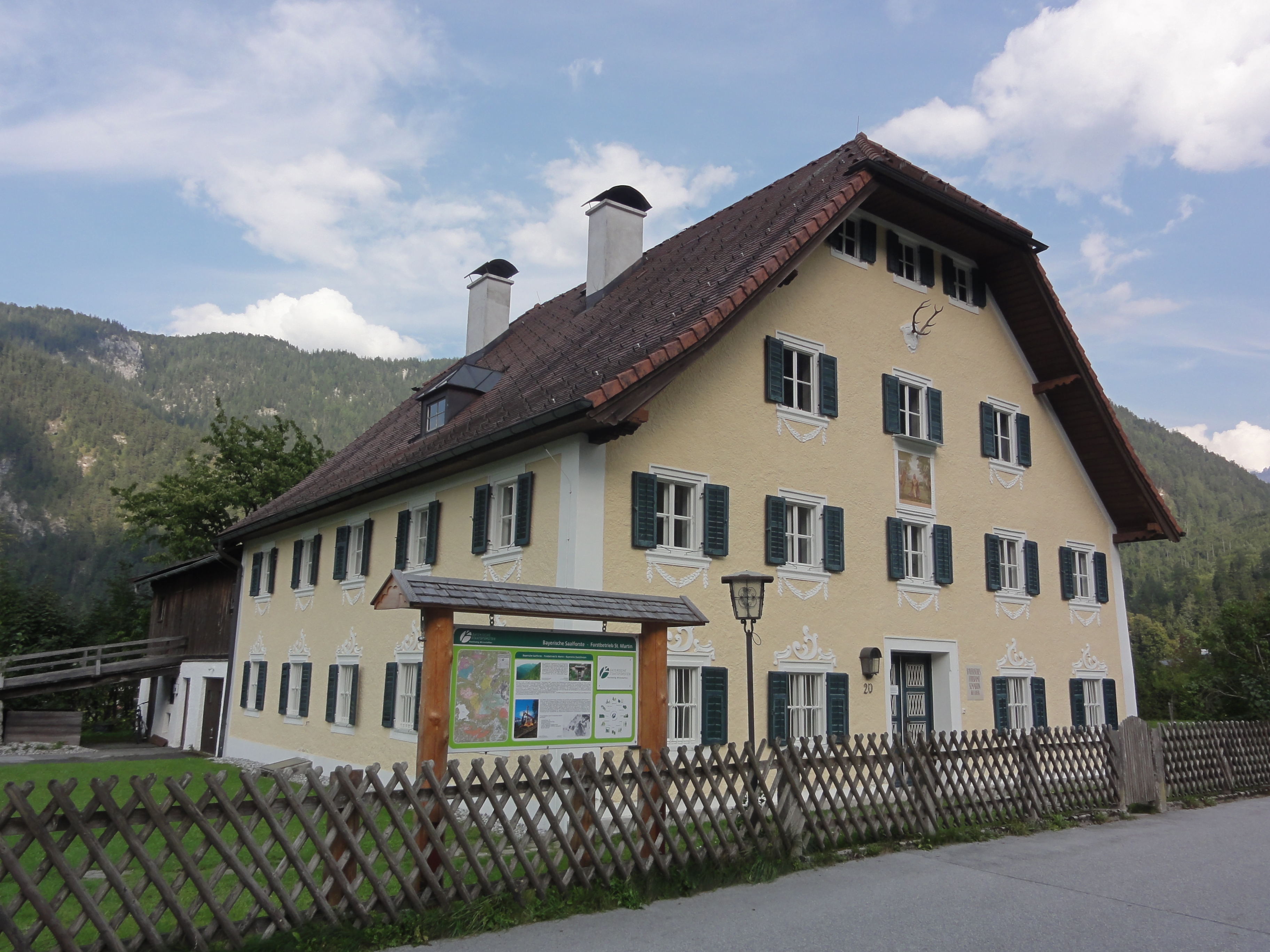
Bayerisches Forstamt
in St. Martin bei Lofer

Die Saalforste sind privatrechtliches Eigentum des Freistaates Bayern und gehören zum staatlichen Hoheitsgebiet von Österreich. Sie bestehen aus einigen unzusammenhängenden Gebietsteilen, die zum Teil an der Grenze zu Bayern liegen (oberbayerische Landkreise Berchtesgadener Land und Traunstein). Das staatliche Forstamt befindet sich im denkmalgeschützten Gebäude mit der Hausnummer 20 (Listeneintrag) im Dorf Sankt Martin bei Lofer.
Die Gesamtfläche der Saalforste misst 18.508,6 Hektar. Davon sind 11.158 Hektar oder 60 Prozent von Forst bedeckt, davon 6.800 Hektar Schutzwald. Weitere relevante Flächenkategorien sind offene Felsbildungen, Schuttfluren, alpine Rasen, Heide sowie Latschen- bzw. Grünerlen-Krummholzgebüsche. Größere Flächen werden weiterhin von Almweiden und extensiv genutzten Bergmähwiesen eingenommen.
Das Birnhorn ist mit einer Höhe von 2634 m ü. A. der höchste Berg der Leoganger Steinberge im Salzburger Pinzgau sowie die höchste Erhebung der Saalforste, gelegen im Revier Falleck an der Grenze der Forstdistrikte Grub (Osten) und Nebelsberg (Westen).
Die meisten Fließgewässer mit den entsprechenden Grundstücken gehören nicht zu den Saalforsten, sondern sind im Besitz der Österreichischen Bundesforste (ÖBF). Ausnahme ist der Klausgraben nahe der Mooswacht (Hirschbichl). Das erklärt den niedrigen Flächenanteil an Bächen in den Saalforsten mit 6,7 Hektar. Einziges größeres Standgewässer ist der Dießbach-Stausee.
Die Gebiete verteilen sich auf sechs Gemeinden und darin auf 16 Katastralgemeinden im Mitterpinzgau (Norden des Pinzgaus), von Nord nach Süd geordnet:
- Unken, mit allen drei Katastralgemeinden: Gföll, Unken, Reith
- Lofer, mit zwei von fünf Katastralgemeinden: Au, Scheffsnoth
- Sankt Martin bei Lofer, mit allen drei Katastralgemeinden: Wildental, Sankt Martin, Obsthurn
- Weißbach, mit allen beiden Katastralgemeinden: Unterweißbach, Oberweißbach
- Saalfelden am Steinernen Meer, mit zwei von neun Katastralgemeinden: Lichtenberg und Hohfelden
- Leogang, mit zwei von sechs Katastralgemeinden: Pirzbichl, Schwarzleo

Entsprechend der Richtlinien für die Forsteinrichtung im Körperschaftswald werden die Reviere der Staatsforste in Distrikte und weiter in Abteilungen gegliedert:

### Reviere

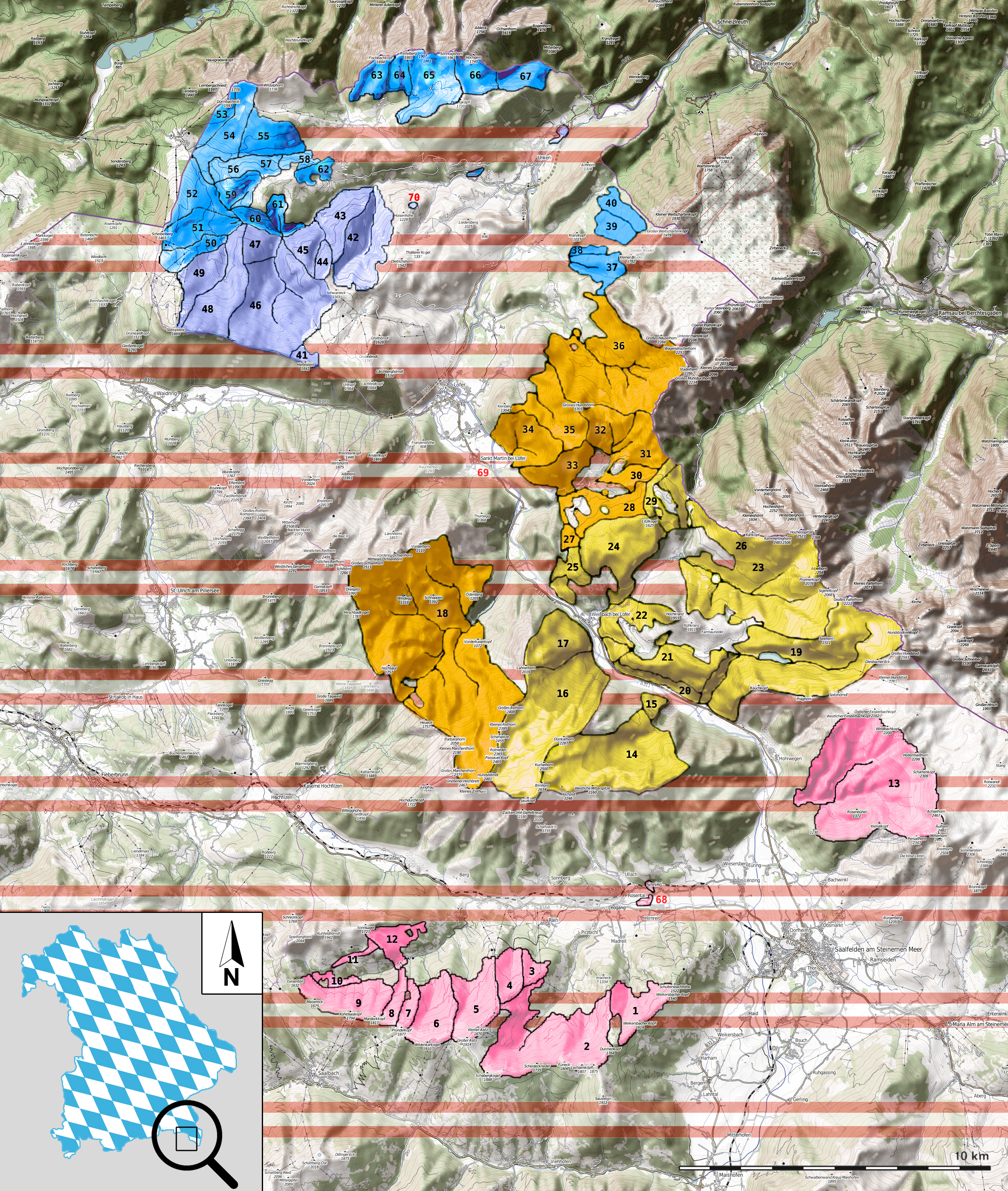
Übersichtskarte der Saalforste mit Revieren und Distrikten

Die Saalforste gliedern sich in fünf von Förstern geleitete Reviere. Bis 2007 waren es noch sieben. Ursprünglich gab es nur drei Reviere, die sich an den Haupttälern orientierten. Dazu schrieb das Regierungsblatt für das Königreich Bayern 1829:

Die Saalforste sind in drey Hauptmassen abgetheilt, für jeder derselben ist eine Revierförsterey errichtet, ...:
die erste ... des Unkenthales hat ihren Sitz im Dorfe Unken;
die zweite ... des Saalachthales hat ihren Sitz im Grubhofe bey Lofer;
die dritte ... des Leogangthales hat ihren Sitz in Saalfelden.
Diese Dreiteilung findet sich auch noch in der Statistik des Königreiches Bayern von 1858.
Die fünf Reviere im Überblick:
| Revier            | Anzahl Distrikte | Fläche insgesamt (Hektar) | Forstfläche (Hektar) | Sitz                            | Förster Stand Juli 2015           | Koordinaten (WGS 84)         |
| ----------------- | ---------------- | ------------------------- | -------------------- | ------------------------------- | --------------------------------- | ---------------------------- |
| Falleck           | 13               | 5683,2                    | 2803                 | Weißbach bei Lofer, Hintertal 7 | Christoph Dinger                  | 47° 32′ 30″ N, 12° 47′ 44″ O |
| Leogang           | 14               | 3552,4                    | 2168                 | Leogang, Rosental 31 (Wimmgut)  | Wolfgang Kux                      | 47° 26′ 31″ N, 12° 45′ 55″ O |
| St. Martin        | 11               | 4645,2                    | 2589                 | Sankt Martin bei Lofer, Dorf 43 | Georg Poppel                      | 47° 33′ 56″ N, 12° 42′ 34″ O |
| Unken 1           | 10               | 2120,1                    | 1773                 | Unken, Reit 103                 | Simon Richter                     | 47° 38′ 40″ N, 12° 42′ 53″ O |
| Unken 2           | 22               | 2507,9                    | 1824                 | Unken, Niederland 192           | Stefan Spreng                     | 47° 39′ 24″ N, 12° 43′ 58″ O |
| Saalforste gesamt | 70               | 18508,6                   | 11158                | Sankt Martin bei Lofer, Dorf 20 | Thomas Zanker Forstbetriebsleiter | 47° 33′ 53″ N, 12° 42′ 39″ O |

Das Revier Leogang umfasst die Leoganger Schieferberge als südlichsten Gebietsteil mit 12 Distrikten, nordöstlich davon den Forstdistrikt Buchweißbach, teilweise im Steinernen Meer gelegen, sowie dazwischen liegend den sehr kleinen Forstdistrikt Wymhalde und Wetzstein.
Das Revier Unken 1 zieht sich von den Westhängen der Unkenberger Mähder im Osten bis zur Steinplatte im Westen.

### Distrikte
Die Reviere sind weiter in insgesamt 70 Distrikte untergliedert, die durch eine laufende Nummer bezeichnet sind, aber auch Namen tragen.

In der Salinenkonvention sind nur 67 der heutigen 70 Distrikte wiederzufinden, die Distrikte 68, 69 und 70, die zu den kleinsten gehören, kamen später hinzu. Der Distrikt 69 Kirchberg enthält die Hausnummern 20, 43 und 206 im Dorf St. Martin bei Lofer, mithin den Sitz der Saalforste, den Sitz des Reviers St. Martin.

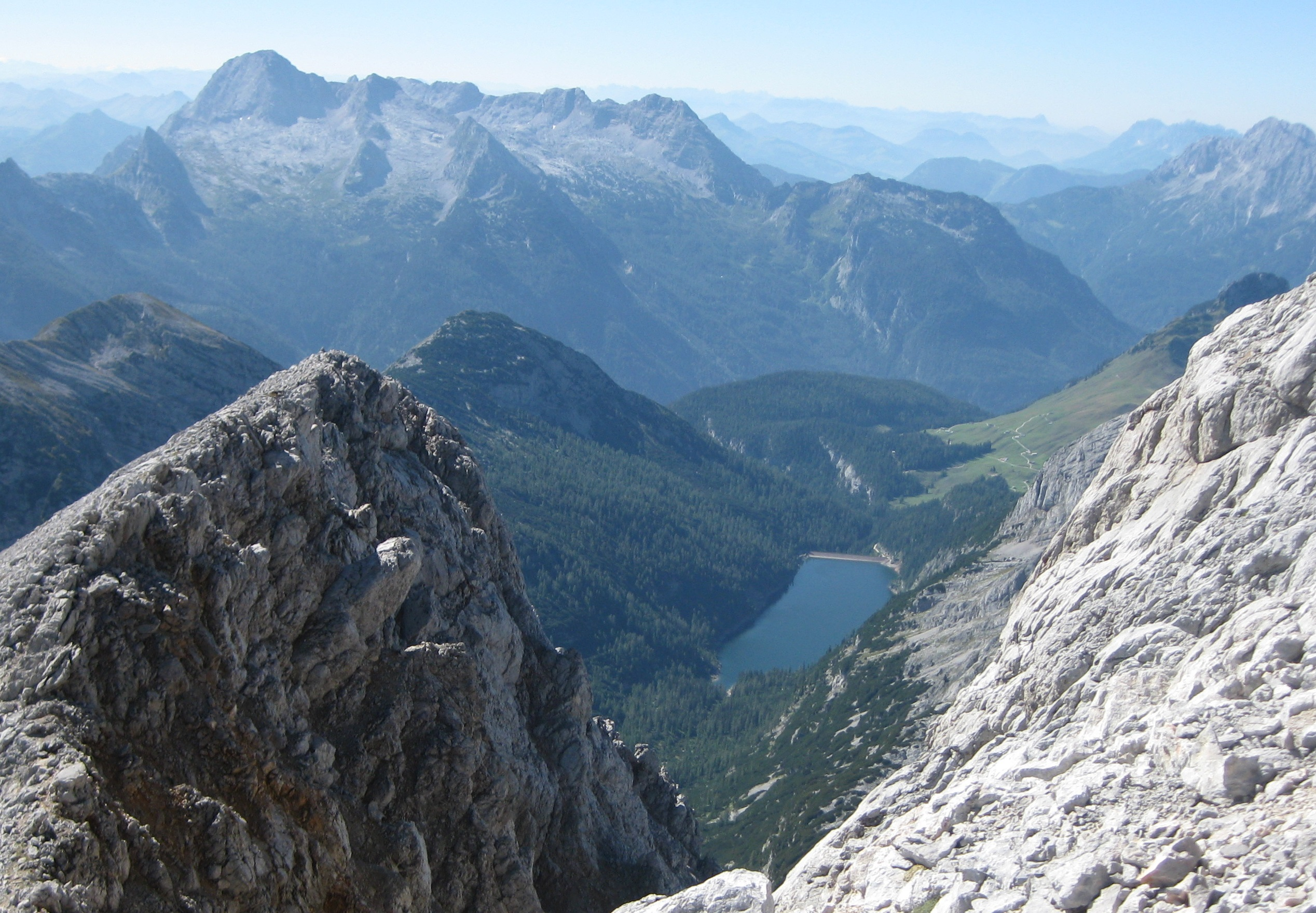
Der Dießbach-Stausee im Revier Falleck

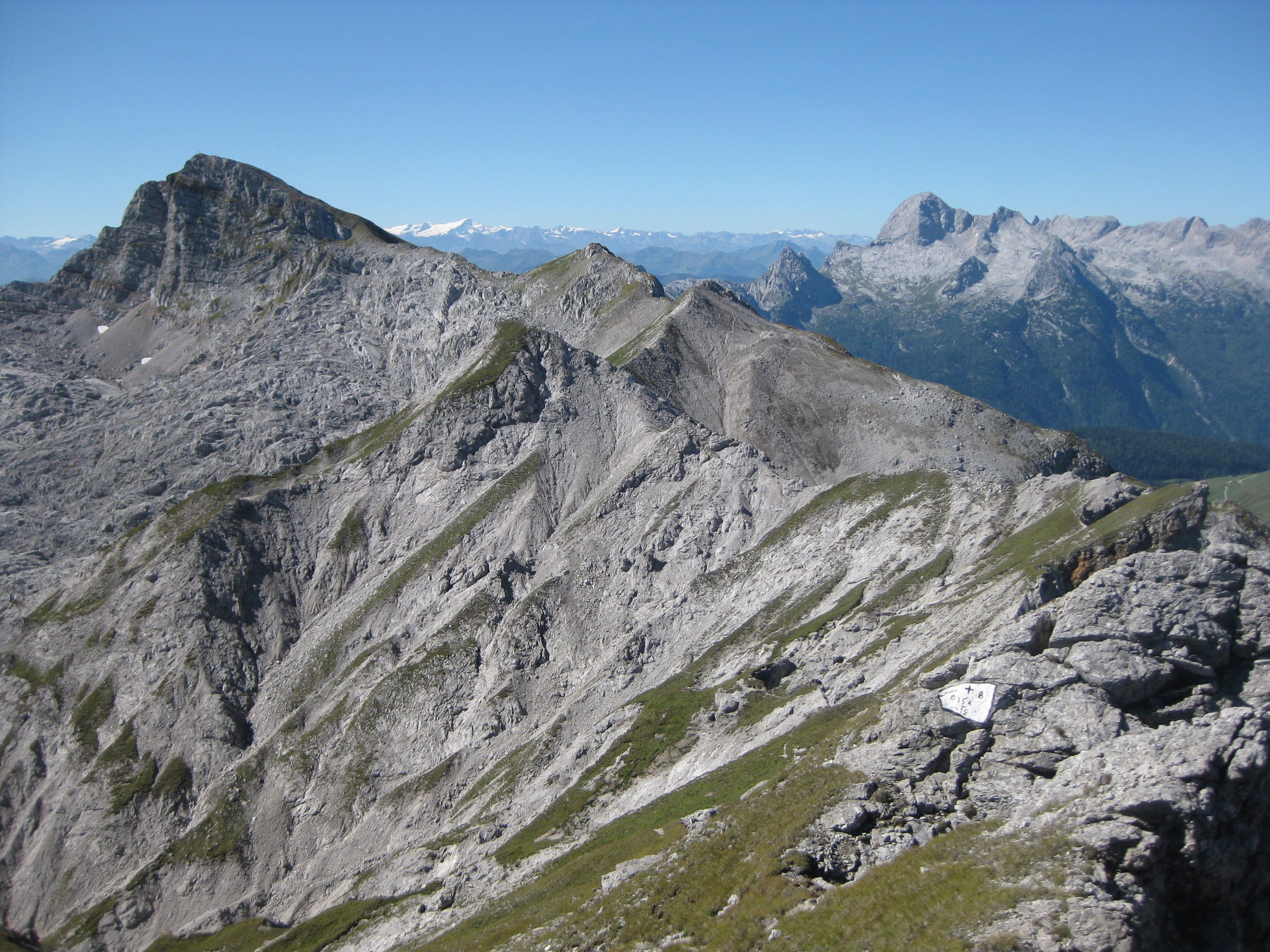
Das Seehorn im Forstdistrikt Dießbach, Revier Falleck

Die nachstehende Tabelle liefert eine Übersicht der 70 Forstdistrikte innerhalb der fünf Reviere:
| |                             |                                            |            |                        |                           |                              |
| \| Nr. \| Distrikt \| Name in der Salinenkonvention von 1829[A 1] \| Revier \| Katastral- gemeinde \| Fläche insgesamt (Hektar) \| Koordinaten (WGS 84) \| \| ---- \| --------------------------- \| ------------------------------------------- \| ---------- \| ---------------------- \| ------------------------- \| ---------------------------- \| \| 1 \| Wimbach und Saubach \| Wimpach und Saupach \| Leogang \| Pirzbichl \| 212,4 \| 47° 24′ 39″ N, 12° 46′ 5″ O \| \| 2 \| Schwarzbach und Klamm \| (Schwarzbach und Klamm) \| Leogang \| Pirzbichl \| 713,6 \| 47° 23′ 59″ N, 12° 44′ 17″ O \| \| 3 \| Maisbach \| Mayspach \| Leogang \| Pirzbichl \| 64,4 \| 47° 25′ 17″ N, 12° 43′ 43″ O \| \| 4 \| Finsterbach \| Fünſterspach mit Möſererpach \| Leogang \| Pirzbichl \| 124,0 \| 47° 25′ 25″ N, 12° 43′ 16″ O \| \| 5 \| Krinnbach \| Kryenbach \| Leogang \| Schwarzleo \| 272,3 \| 47° 24′ 41″ N, 12° 41′ 12″ O \| \| 6 \| Walchersbach \| (Walchersbach) \| Leogang \| Schwarzleo \| 256,7 \| 47° 24′ 53″ N, 12° 40′ 17″ O \| \| 7 \| Pründlkendl \| Prundlkendl \| Leogang \| Schwarzleo \| 64,8 \| … \| \| 8 \| Arzeck \| Artzeck \| Leogang \| Schwarzleo \| 75,5 \| … \| \| 9 \| Mardeck \| Mardek \| Leogang \| Schwarzleo \| 274,3 \| … \| \| 10 \| Spielberg \| Reichenſpielberg mit dem Waldort Ochſeneck \| Leogang \| Schwarzleo \| 52,3 \| … \| \| 11 \| Ochseneck \| Ochſeneck \| Leogang \| Schwarzleo \| 13,8 \| … \| \| 12 \| Käsersbach \| Käſerspach \| Leogang \| Schwarzleo \| 129,4 \| … \| \| 13 \| Buchweißbach \| Buchweisbach \| Leogang \| Lichtenberg/Hohlfelden \| 1284,8 \| … \| \| 14 \| Grub \| (Grub) \| Falleck \| Oberweißbach \| 773,6 \| … \| \| 15 \| Pfan \| Pfann \| Falleck \| Oberweißbach \| 43,2 \| … \| \| 16 \| Nebelsberg \| (Nebelsberg) \| Falleck \| Oberweißbach \| 878,2 \| … \| \| 17 \| Lindau \| (Lindau) \| Falleck \| Ober/Unterweißbach \| 257,5 \| … \| \| 18 \| Rechtschütt \| Rechtſchutt \| St. Martin \| Obsthurn \| 2273,8 \| … \| \| 19 \| Dießbach \| (Dießbach) \| Falleck \| Oberweißbach \| 1158,7 \| … \| \| 20 \| Gwänd \| (Gwänd) \| Falleck \| Oberweißbach \| 81,3 \| … \| \| 21 \| Fußstein \| Fußſtein \| Falleck \| Oberweißbach \| 265,7 \| … \| \| 22 \| Pürzlbach mit dem Bannwalde \| Pürtzlbach (mit dem Bannwalde) \| Falleck \| Oberweißbach \| 229 \| … \| \| 23 \| Weißbach \| (Weißbach) \| Falleck \| Ober/Unterweißbach \| 1341,8 \| … \| \| 24 \| Gerhardstein \| Gerhardſtein mit Seifenberg \| Falleck \| Unterweißbach \| 437,9 \| … \| \| 25 \| Grasenbach \| Graſenbach mit Goldenzweig \| Falleck \| Unterweißbach \| 79,3 \| … \| \| 26 \| Koglperngericht \| (Koglperngericht) \| Falleck \| Unterweißbach \| 42,4 \| … \| \| 27 \| Grasenwand \| Graſenwand \| St. Martin \| Wildenthal \| 36,2 \| … \| \| 28 \| Köglstatt Urmais \| Köglſtatt-Urmais \| St. Martin \| Wildenthal \| 221,7 \| … \| \| 29 \| Köglstatt Forstwald \| Köglſtatt-Forstwald \| Falleck \| Unterweißbach \| 94,6 \| … \| \| 30 \| Hirschbichl mit Scharleiten \| Hirſchbüchel mit Scharleithen \| St. Martin \| Wildenthal \| 86,7 \| … \| \| 31 \| Laitenbichl \| Laitenbichel \| St. Martin \| Wildenthal \| 189,8 \| … \| \| 32 \| Hundalm \| Hundalben \| St. Martin \| Wildenthal \| 165,1 \| … \| \| 33 \| Trießelstein \| Trießlstein \| St. Martin \| Wildenthal \| 198 \| … \| \| 34 \| Kötschmair \| Kötſchmair \| St. Martin \| Wildenthal \| 274,5 \| … \| \| 35 \| Wannkrat \| (Wannkrat) \| St. Martin \| Scheffsnoth \| 296,6 \| … \| \| 36 \| Schoberweißbach \| Schoberweisſpach (der innere) \| St. Martin \| Au \| 897,5 \| … \| \| 37 \| Dornsbach \| Dornſpach \| Unken 2 \| Reith \| 132,2 \| … \| \| 38 \| Illersbach \| Illerspach \| Unken 2 \| Reith \| 21,9 \| … \| \| 39 \| Scharnbach \| (Scharnbach) \| Unken 2 \| Reith \| 84,3 \| … \| \| 40 \| Innersbach \| Innerspach \| Unken 2 \| Reith \| 82,3 \| … \| \| 41 \| Loferer Alm \| Loferalbem \| Unken 1 \| Gföll \| 46,4 \| … \| \| 42 \| Großweißbach \| Großweysſpach \| Unken 1 \| Gföll \| 348,2 \| … \| \| 43 \| Ödenbacheben \| Oedenpackeben und Ganiß \| Unken 1 \| Gföll \| 184,4 \| … \| \| 44 \| Ödenbach \| Oedenpach \| Unken 1 \| Gföll \| 51,4 \| … \| \| 45 \| Pranger \| (Pranger) \| Unken 1 \| Gföll \| 115,8 \| … \| \| 46 \| Fußtal \| Fußthal \| Unken 1 \| Gföll \| 730,1 \| … \| \| 47 \| Schwarzberg \| (Schwarzberg) \| Unken 1 \| Gföll \| 103,4 \| … \| \| 48 \| Hochruedersbach \| Hochrüdnerspach \| Unken 1 \| Gföll \| 335,6 \| … \| \| 49 \| Brunnbach \| Prunnpach \| Unken 1 \| Gföll \| 192,4 \| … \| \| 50 \| Luegbach mit Neustalln \| Luegpach mit Neuſtallen \| Unken 2 \| Gföll \| 110,9 \| … \| \| 51 \| Schliefbach mit Gern \| Slifpach mit Gern \| Unken 2 \| Gföll \| 186,6 \| … \| \| 52 \| Scheiblberg \| Scheyblperg \| Unken 2 \| Gföll \| 165,5 \| … \| \| 53 \| Dürnbacheck \| Dornpacheck \| Unken 2 \| Gföll \| 67,7 \| … \| \| 54 \| Finsterbach \| Finſterbach \| Unken 2 \| Gföll \| 216,6 \| … \| \| 55 \| Laubenberg \| (Laubenberg) \| Unken 2 \| Gföll \| 206,9 \| … \| \| 56 \| Martinsbichl \| Marteinspühel \| Unken 2 \| Gföll \| 129,2 \| … \| \| 57 \| Ochsenbrunn \| Ochſenprunn \| Unken 2 \| Gföll \| 46,8 \| … \| \| 58 \| Rothmais \| Ratmays oder Schinalbl \| Unken 2 \| Gföll \| 18,3 \| … \| \| 59 \| Wielandsleiten \| Wielandspach und Wielandsſeiten \| Unken 2 \| Gföll \| 108,5 \| … \| \| 60 \| Pruntzberg \| (Pruntzberg) \| Unken 2 \| Gföll \| 63,2 \| … \| \| 61 \| Reythkendl \| Reithendel \| Unken 2 \| Gföll \| 72,1 \| … \| \| 62 \| Assbach \| Asſpach \| Unken 2 \| Gföll \| 63,2 \| … \| \| 63 \| Tiefental \| Tiefenthal oder Tiefenbach \| Unken 2 \| Gföll \| 110,7 \| … \| \| 64 \| Ebenwald \| Ebmet der Ebenwald \| Unken 2 \| Gföll \| 76,8 \| … \| \| 65 \| Hirscheck mit Kothleiten \| Hirſcheck oder Hirſchbach mit Kothleiten \| Unken 2 \| Gföll \| 296,4 \| … \| \| 66 \| Roßkaarwald \| (Roßkaarwald) \| Unken 2 \| Unken \| 124,7 \| … \| \| 67 \| Steinbach \| (Steinbach) \| Unken 2 \| Unken \| 123,1 \| … \| \| 68 \| Wymhalde und Wetzstein \| - \| Leogang \| Ecking \| 14,1 \| … \| \| 69 \| Kirchberg \| - \| St. Martin \| St. Martin \| 5,3 \| … \| \| 70 \| Maiau mit Rauschwald \| - \| Unken 1 \| Gföll/Unken \| 12,4 \| … \| \| 1-70 \| Saalforste \| Salforste \| 5 Reviere \| 17 Katastralgemeinden \| 18508,6 \| 47° 31′ 19″ N, 12° 42′ 11″ O \| 1. |                             |                                            |            |                        |                           |                              |
| Nr. | Distrikt                    | Name in der Salinenkonvention von 1829     | Revier     | Katastral- gemeinde    | Fläche insgesamt (Hektar) | Koordinaten (WGS 84)         |
| 1 | Wimbach und Saubach         | Wimpach und Saupach                        | Leogang    | Pirzbichl              | 212,4                     | 47° 24′ 39″ N, 12° 46′ 5″ O  |
| 2 | Schwarzbach und Klamm       | (Schwarzbach und Klamm)                    | Leogang    | Pirzbichl              | 713,6                     | 47° 23′ 59″ N, 12° 44′ 17″ O |
| 3 | Maisbach                    | Mayspach                                   | Leogang    | Pirzbichl              | 64,4                      | 47° 25′ 17″ N, 12° 43′ 43″ O |
| 4 | Finsterbach                 | Fünſterspach mit Möſererpach               | Leogang    | Pirzbichl              | 124,0                     | 47° 25′ 25″ N, 12° 43′ 16″ O |
| 5 | Krinnbach                   | Kryenbach                                  | Leogang    | Schwarzleo             | 272,3                     | 47° 24′ 41″ N, 12° 41′ 12″ O |
| 6 | Walchersbach                | (Walchersbach)                             | Leogang    | Schwarzleo             | 256,7                     | 47° 24′ 53″ N, 12° 40′ 17″ O |
| 7 | Pründlkendl                 | Prundlkendl                                | Leogang    | Schwarzleo             | 64,8                      | …                            |
| 8 | Arzeck                      | Artzeck                                    | Leogang    | Schwarzleo             | 75,5                      | …                            |
| 9 | Mardeck                     | Mardek                                     | Leogang    | Schwarzleo             | 274,3                     | …                            |
| 10 | Spielberg                   | Reichenſpielberg mit dem Waldort Ochſeneck | Leogang    | Schwarzleo             | 52,3                      | …                            |
| 11 | Ochseneck                   | Ochſeneck                                  | Leogang    | Schwarzleo             | 13,8                      | …                            |
| 12 | Käsersbach                  | Käſerspach                                 | Leogang    | Schwarzleo             | 129,4                     | …                            |
| 13 | Buchweißbach                | Buchweisbach                               | Leogang    | Lichtenberg/Hohlfelden | 1284,8                    | …                            |
| 14 | Grub                        | (Grub)                                     | Falleck    | Oberweißbach           | 773,6                     | …                            |
| 15 | Pfan                        | Pfann                                      | Falleck    | Oberweißbach           | 43,2                      | …                            |
| 16 | Nebelsberg                  | (Nebelsberg)                               | Falleck    | Oberweißbach           | 878,2                     | …                            |
| 17 | Lindau                      | (Lindau)                                   | Falleck    | Ober/Unterweißbach     | 257,5                     | …                            |
| 18 | Rechtschütt                 | Rechtſchutt                                | St. Martin | Obsthurn               | 2273,8                    | …                            |
| 19 | Dießbach                    | (Dießbach)                                 | Falleck    | Oberweißbach           | 1158,7                    | …                            |
| 20 | Gwänd                       | (Gwänd)                                    | Falleck    | Oberweißbach           | 81,3                      | …                            |
| 21 | Fußstein                    | Fußſtein                                   | Falleck    | Oberweißbach           | 265,7                     | …                            |
| 22 | Pürzlbach mit dem Bannwalde | Pürtzlbach (mit dem Bannwalde)             | Falleck    | Oberweißbach           | 229                       | …                            |
| 23 | Weißbach                    | (Weißbach)                                 | Falleck    | Ober/Unterweißbach     | 1341,8                    | …                            |
| 24 | Gerhardstein                | Gerhardſtein mit Seifenberg                | Falleck    | Unterweißbach          | 437,9                     | …                            |
| 25 | Grasenbach                  | Graſenbach mit Goldenzweig                 | Falleck    | Unterweißbach          | 79,3                      | …                            |
| 26 | Koglperngericht             | (Koglperngericht)                          | Falleck    | Unterweißbach          | 42,4                      | …                            |
| 27 | Grasenwand                  | Graſenwand                                 | St. Martin | Wildenthal             | 36,2                      | …                            |
| 28 | Köglstatt Urmais            | Köglſtatt-Urmais                           | St. Martin | Wildenthal             | 221,7                     | …                            |
| 29 | Köglstatt Forstwald         | Köglſtatt-Forstwald                        | Falleck    | Unterweißbach          | 94,6                      | …                            |
| 30 | Hirschbichl mit Scharleiten | Hirſchbüchel mit Scharleithen              | St. Martin | Wildenthal             | 86,7                      | …                            |
| 31 | Laitenbichl                 | Laitenbichel                               | St. Martin | Wildenthal             | 189,8                     | …                            |
| 32 | Hundalm                     | Hundalben                                  | St. Martin | Wildenthal             | 165,1                     | …                            |
| 33 | Trießelstein                | Trießlstein                                | St. Martin | Wildenthal             | 198                       | …                            |
| 34 | Kötschmair                  | Kötſchmair                                 | St. Martin | Wildenthal             | 274,5                     | …                            |
| 35 | Wannkrat                    | (Wannkrat)                                 | St. Martin | Scheffsnoth            | 296,6                     | …                            |
| 36 | Schoberweißbach             | Schoberweisſpach (der innere)              | St. Martin | Au                     | 897,5                     | …                            |
| 37 | Dornsbach                   | Dornſpach                                  | Unken 2    | Reith                  | 132,2                     | …                            |
| 38 | Illersbach                  | Illerspach                                 | Unken 2    | Reith                  | 21,9                      | …                            |
| 39 | Scharnbach                  | (Scharnbach)                               | Unken 2    | Reith                  | 84,3                      | …                            |
| 40 | Innersbach                  | Innerspach                                 | Unken 2    | Reith                  | 82,3                      | …                            |
| 41 | Loferer Alm                 | Loferalbem                                 | Unken 1    | Gföll                  | 46,4                      | …                            |
| 42 | Großweißbach                | Großweysſpach                              | Unken 1    | Gföll                  | 348,2                     | …                            |
| 43 | Ödenbacheben                | Oedenpackeben und Ganiß                    | Unken 1    | Gföll                  | 184,4                     | …                            |
| 44 | Ödenbach                    | Oedenpach                                  | Unken 1    | Gföll                  | 51,4                      | …                            |
| 45 | Pranger                     | (Pranger)                                  | Unken 1    | Gföll                  | 115,8                     | …                            |
| 46 | Fußtal                      | Fußthal                                    | Unken 1    | Gföll                  | 730,1                     | …                            |
| 47 | Schwarzberg                 | (Schwarzberg)                              | Unken 1    | Gföll                  | 103,4                     | …                            |
| 48 | Hochruedersbach             | Hochrüdnerspach                            | Unken 1    | Gföll                  | 335,6                     | …                            |
| 49 | Brunnbach                   | Prunnpach                                  | Unken 1    | Gföll                  | 192,4                     | …                            |
| 50 | Luegbach mit Neustalln      | Luegpach mit Neuſtallen                    | Unken 2    | Gföll                  | 110,9                     | …                            |
| 51 | Schliefbach mit Gern        | Slifpach mit Gern                          | Unken 2    | Gföll                  | 186,6                     | …                            |
| 52 | Scheiblberg                 | Scheyblperg                                | Unken 2    | Gföll                  | 165,5                     | …                            |
| 53 | Dürnbacheck                 | Dornpacheck                                | Unken 2    | Gföll                  | 67,7                      | …                            |
| 54 | Finsterbach                 | Finſterbach                                | Unken 2    | Gföll                  | 216,6                     | …                            |
| 55 | Laubenberg                  | (Laubenberg)                               | Unken 2    | Gföll                  | 206,9                     | …                            |
| 56 | Martinsbichl                | Marteinspühel                              | Unken 2    | Gföll                  | 129,2                     | …                            |
| 57 | Ochsenbrunn                 | Ochſenprunn                                | Unken 2    | Gföll                  | 46,8                      | …                            |
| 58 | Rothmais                    | Ratmays oder Schinalbl                     | Unken 2    | Gföll                  | 18,3                      | …                            |
| 59 | Wielandsleiten              | Wielandspach und Wielandsſeiten            | Unken 2    | Gföll                  | 108,5                     | …                            |
| 60 | Pruntzberg                  | (Pruntzberg)                               | Unken 2    | Gföll                  | 63,2                      | …                            |
| 61 | Reythkendl                  | Reithendel                                 | Unken 2    | Gföll                  | 72,1                      | …                            |
| 62 | Assbach                     | Asſpach                                    | Unken 2    | Gföll                  | 63,2                      | …                            |
| 63 | Tiefental                   | Tiefenthal oder Tiefenbach                 | Unken 2    | Gföll                  | 110,7                     | …                            |
| 64 | Ebenwald                    | Ebmet der Ebenwald                         | Unken 2    | Gföll                  | 76,8                      | …                            |
| 65 | Hirscheck mit Kothleiten    | Hirſcheck oder Hirſchbach mit Kothleiten   | Unken 2    | Gföll                  | 296,4                     | …                            |
| 66 | Roßkaarwald                 | (Roßkaarwald)                              | Unken 2    | Unken                  | 124,7                     | …                            |
| 67 | Steinbach                   | (Steinbach)                                | Unken 2    | Unken                  | 123,1                     | …                            |
| 68 | Wymhalde und Wetzstein      | -                                          | Leogang    | Ecking                 | 14,1                      | …                            |
| 69 | Kirchberg                   | -                                          | St. Martin | St. Martin             | 5,3                       | …                            |
| 70 | Maiau mit Rauschwald        | -                                          | Unken 1    | Gföll/Unken            | 12,4                      | …                            |
| 1-70 | Saalforste                  | Salforste                                  | 5 Reviere  | 17 Katastralgemeinden  | 18508,6                   | 47° 31′ 19″ N, 12° 42′ 11″ O |

Distrikt 18 Rechtschütt liegt im östlichen Teil der Loferer Steinberge.

### Abteilungen
Die Forstdistrikte werden weiter in Abteilungen gegliedert, die durch drei Ziffern bezeichnet sind und ebenfalls Namen tragen. Beispiele sind 23.2 Brunnerkopf und 23.3 Seehorn im Distrikt 23 Weißbach, 32.2 Hundbach im Distrikt 32 Hundalm, 35.1 Liegershorn und 35.2 Hundhorn im Distrikt 35 Wannkrat, 36.5 Almwald, 36.3 Roggenmais und 36.7 Peerhorn im Distrikt 36 Schoberweißbach, 45.1 Zwickelseiten im Distrikt 45 Pranger, 46.1 Vorderfußtal im Distrikt 46 Fußtal, 52.1 Scheiblberg und 52.2 Bannforst im Distrikt 52 Scheiblberg, 54.3 Gernfilzen im Distrikt 54 Finsterbach und 55.1 Laubenberg im gleichnamigen Distrikt. Einige Distrikte wie 66 Roßkaarwald und 67 Steinbach sind nicht weiter untergliedert, da sie aus jeweils nur einem Flurstück bestehen.

## Geschichte
Die Saalforste dienten früher der Versorgung der Saline in Bad Reichenhall mit Brennholz und stehen unter der Verwaltung der Bayerischen Staatsforsten, einer Anstalt öffentlichen Rechts des Freistaats Bayern. Sie erstreckten sich ursprünglich, mit Ausnahme des Gebiets zwischen Mittersill und Gerlospass, über weite Teile des Pinzgaus und den Bezirk Kitzbühel. Eine ausreichende Versorgung der Saline mit Brennholz war bis zur Umstellung auf Kohle im Jahre 1911 Voraussetzung für eine rentable Salzerzeugung.
Die Salzburger Güterverzeichnisse aus der Zeit zwischen 790 und 800 geben die frühesten Hinweise auf Salinenwaldungen im Pinzgau und die Holztrift auf der Saalach nach Reichenhall. Ab dem 11. Jahrhundert breitete sich dann der Holzeinschlag für die Reichenhaller Saline immer weiter die Saalach und ihre Nebenbäche flussaufwärts aus. Auch in den Tälern an der Nordseite der Hohen Tauern müssen einmal Salinenwälder gelegen haben, die aber wegen des enormen Aufwands bei der Holzbringung bereits im 13. Jahrhundert wieder aufgegeben wurden. Die Grundlage für die Holztrift aus dem Pinzgau beruhte auf dem Grundbesitz der Reichenhaller Siedeherren in diesem Gebiet, das seit 1228 dem Erzbischof von Salzburg gehörte. Erst mit der völligen Ablösung Salzburgs von Bayern im Jahre 1328 lagen die Wälder tatsächlich im „Ausland“. Mit der Verstaatlichung der Saline durch den bayerischen Herzog um 1500 wurde aus den privaten Waldungen schließlich Staatsbesitz. Das Leukental (Raum Kitzbühel und St. Johann) und das Pillerseetal waren früher auch Teil der Saalforste. Sie gehörten bis 1504 zu Bayern und waren, nachdem das Gericht Kitzbühel an Tirol fiel, für die salinarische Nutzung verloren. Im Bewusstsein, dass eine rentable Salzerzeugung eine geordnete Holzwirtschaft und -logistik voraussetzt, wurde 1509 mit einer „Waldmeisterstelle“ eines der ersten Forstämter Mitteleuropas eingerichtet.
Die Besitzverhältnisse an den Waldgebieten wurden erstmals 1525 durch den Mühldorfer Vertrag geklärt und später, 1781, durch den Salinenhauptvertrag noch einmal bestätigt. Im Jahre 1529 erstellte man das Waldbuch, worin bereits die nachhaltige Bewirtschaftung des Waldes vorgeschrieben wurde.
1805 gingen weitere Gebiete, wie etwa das Glemmtal (Saalbach-Hinterglemm), für die Saalforste verloren.
Es dauerte lange, bis alle Streitigkeiten um das Waldgebiet endgültig beigelegt waren:
Erst lange nachdem Salzburg 1816 mit dem Vertrag von München politisch zu Österreich gekommen war, konnte sich König Ludwig I. von Bayern die Forstrechte des Königreiches Bayern auf immer sichern; am 18. März 1829 wurde die Salinenkonvention vereinbart, in der der österreichische Kaiser dem Nachbarstaat neben einigen anderen Rechten auch die Rechte am Forst zugestand. „Die Saalforste gehören auf unwiderrufliche Zeiten zu Bayern“, heißt es im Staatsvertrag mit Österreich. Zwar wurde angesichts schwieriger Staatsfinanzen seitens des bayerischen Staates kurzzeitig ein Verkauf ins Auge gefasst, dann aber verworfen.
Die Saalforste wurden seit dem 19. Jahrhundert durch die bayerischen Forstreviere und ab 1885 durch die neuen Forstämter in St. Martin, Unken und Leogang als bayerisches Eigentum verwaltet.
Am 30. November 1986 wurden die Forstämter zum Forstamt Sankt Martin bei Lofer zusammengelegt. Seither werden die gesamten Saalforste von St. Martin bei Lofer verwaltet. Seit der Forstverwaltungsreform von 2005, die zur Auflösung aller bayerischen Forstämter führte, bewirtschaftet der Forstbetrieb in St. Martin die Bayerischen Saalforste.
Die Verwalter seither waren:
- 1987–1992 Forstdirektor Dr. Siegfried Emberger
- 1992–2011 Forstdirektor Hans Sleik
- 2011–0000 Forstdirektor Thomas Zanker

Der Freistaat Bayern könnte durch die Zulassung der Nutzung seiner Flächen für Skilifte und Skipisten sowie zur Rohstoffgewinnung zusätzliche Einkünfte neben der Holzwirtschaft erzielen. Inwieweit dies geschehen soll, ist angesichts der Abwägung von Naturschutz und Wirtschaftlichkeit umstritten.